# 人民元国際決済システム
人民元国際決済システム（じんみんげんこくさいけっさいシステム、中国語: 人民幣跨境支付系統、英語: Cross-Border Interbank Payment System、CIPS）は、人民元建での外国送金と貿易参加者の清算、決済手段を提供する決済網。2015年に中国人民銀行によって導入された。
CIPSにはHSBC、スタンダードチャータード銀行、東亜銀行、DBS銀行、シティグループ、オーストラリア・ニュージーランド銀行、BNPパリバといった外国銀行も出資している。2021年時点で、CIPSには103か国・地域1,280の金融機関が接続しており、年間の処理金額は80兆元にも及ぶ。

## 歴史
2012年に人民銀行はCIPS（フェーズ1）の構築を開始した。2015年に10月8日、CIPS（フェーズ1）が稼働し、50か国・地域の19の直接参加行と176の間接参加行が接続した。CIPSの稼働は、中国の金融市場インフラの整備において一つのマイルストーンとなるとともに、人民元の国内外決済を統合した中国の決済システムの現代化においても大きな進歩となった。
中国の金融市場インフラとして、CIPSの稼働及び運用は、自主規制・コンプライアンス精神を備えており、「金融市場のインフラのための原則」（PFMI）、「システミックな影響の大きい資金決済システムに関するコアプリンシパル」（CPSIPS）といった国際基準を遵守している。CIPS（フェーズ1）の稼働成功後、機能をさらに改善させ、CIPS（フェーズ2）が稼働。
2018年3月2日、CIPS（フェーズ2）が本格稼働を果たした。10月9日、決済リスクを軽減し、大陸・香港間の債券取引を効率化させるDVP決済及び、滬股通（上海・香港ストックコネクト）を開始した。

## 規格
CIPSは、金融通信メッセージの構文に、国際銀行間通信協会（SWIFT）の業界基準を使用している。SWIFT標準に設計されたメッセージは、SWIFT決済網経由の有無を問わず、主要な金融処理システムで読み取り、処理することが可能である。CIPSは、メッセージ形式とコンテンツの標準を定義する国際機関と協調している。CIPSは、以下の国際標準化機構（ISO）規格に準拠している。
- ISO 9362: 1994年に承認された金融機関識別コードの標準書式
- ISO 10383（英語版）: 2003年に承認された証券取引所識別コードの標準規格
- ISO 13616: 2003年に承認された銀行口座識別のための標準規格
- ISO 15022（英語版）: 1999年に承認された金融機関間のトランザクションで使用されるメッセージングの標準規格
- ISO 20022（英語版）-1: 2004、ISO 20022-2:2007年に承認されたXML2を主要なデータ記述言語として利用する、金融通信メッセージの標準規格RFC 3615では、urn:swift:はSWIFT FINのUniform Resource Name (URN) として定義されていた[4]。

## 役割
CIPSの主な役割は、国境を越えた人民元でのビジネス、財・サービスの国際貿易の決済の支援、直接投資、金融、個人送金を促進することにある。また、CIPSは米国が課した制裁に対する対応の1つであり、脱ドル化にも貢献している。